# (99990) 1981 EM35
(99990) 1981 EM35 es un asteroide perteneciente al cinturón de asteroides, descubierto el 2 de marzo de 1981 por Schelte John Bus desde el Observatorio de Siding Spring, Nueva Gales del Sur, Australia.

## Designación y nombre
Designado provisionalmente como 1981 EM35.

## Características orbitales
1981 EM35 está situado a una distancia media del Sol de 2,275 ua, pudiendo alejarse hasta 2,624 ua y acercarse hasta 1,926 ua. Su excentricidad es 0,153 y la inclinación orbital 6,061 grados. Emplea 1253,77 días en completar una órbita alrededor del Sol.

## Características físicas
La magnitud absoluta de 1981 EM35 es 15,9.